# Taïfa (Maroc)
Ne doit pas être confondu avec Taïfa.
Taïfa ou at- Taïfa (littéralement "secte") (en arabe : الطائفة) est une cellule nationaliste clandestine marocaine qui s'est formée aux premières heures du mouvement national marocain pour lutter contre l'occupant et pour l'indépendance du Maroc. Elle compta dans ses rangs maints politiciens, résistants et intellectuels marocains dont plusieurs seront signataires du Manifeste de l'indépendance.  Probablement fondée en 1934, il a existé tout comme elle d'autres cellules clandestines adoptant la même philosophie comme Koutlat Al Amal Al Watani.

## Histoire et formation
Le biographe du nationaliste et résistant Saïd Hajji, Abderraouf Hajji, raconte à propos du fonctionnement de la cellule: 

« En 1934, pendant les vacances d'été, Saïd et Abdelkrim ont été parmi les premiers à être admis comme membres de la cellule secrète, dite "Taïfa", qui avait pour mission de diriger le Mouvement National, puis le Comité d'Action Nationale, et dont les membres devaient prêter serment devant Dieu et la Nation pour garder sous le sceau du secret toutes les décisions prises en son sein. 
Composée d'une soixantaine de membres, dont une dizaine de la branche de Salé, cette cellule comptait dans ses rangs les principaux dirigeants, ainsi qu'un certain nombre de patriotes, parmi les militants de la jeunesse active tels que Abderrahim Bouabid, Mehdi Ben Barka, Kacem Zhiri, Abdallah Ibrahim, Abdelkebir El Fassi, Tahar Zniber, Seddik Ben Larbi pour n'en citer que quelques-uns. 
L'adhésion à la "Taïfa" ne pouvait être acquise sans que le postulant ait rendu d'inestimables services à la nation et à l'entité politique à laquelle il appartenait. »

## Membres célèbres
Composée d'une soixantaine de membres, cette cellule comptait dans ses rangs les principaux dirigeants ainsi qu'un certain nombre de patriotes parmi les militants de la jeunesse active tels que:
- Malika Belmehdi El Fassi, elle a rejoint la cellule de Taïfa en 1937. Elle participe à l’élaboration du manifeste de l’indépendance avec ses compagnons du mouvement nationaliste, et le signe le 11 janvier 1944. Elle était d’ailleurs la seule femme parmi les 66 signataires[2].
- Tahar Zniber[3], fils du mufti Abu Bakr Zniber,
- Abderrahim Bouabid[4]
- Mehdi Ben Barka[4]
- Kacem Zhiri[4]
- Abdallah Ibrahim[4]
- Abdelkebir El Fassi[4]
- Seddik Ben Larbi[4]
- Boubker el-Kadiri[5]
- Saïd Hajji (depuis 1934)
- Abdelkrim Hajji, frère de Saïd.